# Passacaglia (singolo)
Passacaglia è un singolo del cantautore italiano Franco Battiato, pubblicato il 5 ottobre 2012 dalla Universal Music come estratto dall'album Apriti sesamo.
Il brano riprende la composizione classica Passacaglia della vita attribuita a Stefano Landi, compositore dell'epoca barocca.

## Tracce
1. Passacaglia – 3:25 (testo: Franco Battiato, Manlio Sgalambro e Stefano Landi – musica: Franco Battiato)